# Sixpence None the Richer

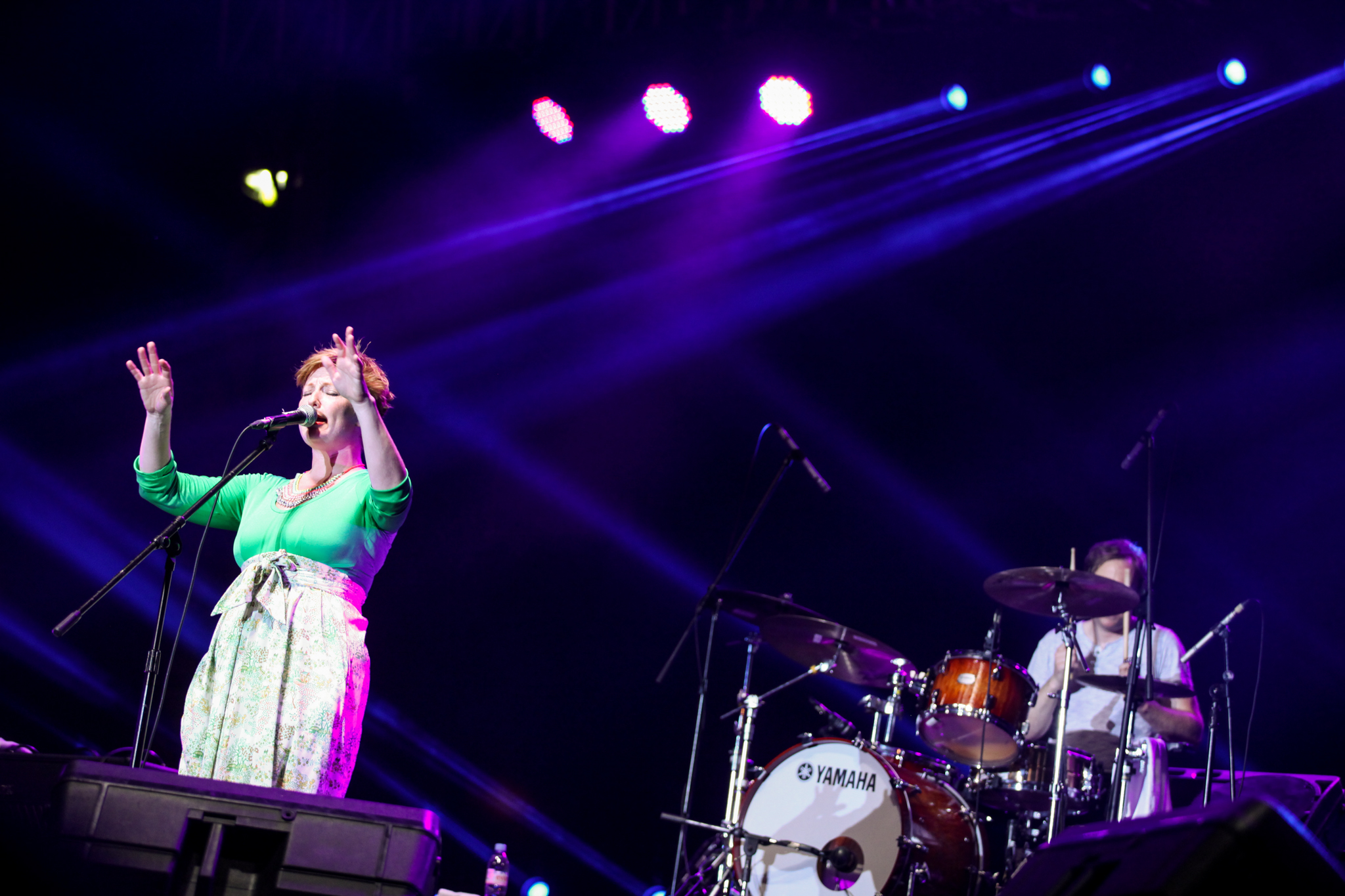
Un concert des Sixpence None the Richer.

Sixpence None the Richer est un groupe de pop rock originaire de la ville de New Braunfels au Texas, s'inscrivant dans la mouvance du rock chrétien. Ses membres fondateurs sont Matt Slocum, guitariste et compositeur, et Leigh Nash, chanteuse. Ils rencontrent le bassiste T.J. Behling et fondent le groupe au début des années 1990. Le nom du groupe provient d'un passage des Fondements du christianisme, écrit par l'auteur anglican C. S. Lewis.
Le groupe a enregistré de nombreux albums et quelques titres de bandes originales et de compilations musicales. Ils sont surtout connus pour leurs chansons Kiss Me et Breathe Your Name et leurs reprises de Don't Dream It's Over et There She Goes. 
Le 26 février 2004, Matt Slocum a annoncé la séparation du groupe dans une lettre au magazine CCM. Quelques mois plus tard, il a rejoint le monde de la musique avec un nouveau groupe, Astronaut Pushers. Leigh Nash a, quant à elle, sorti deux albums solo, Blue on Blue (2006) et Fauxliage (2007).
Le groupe se réunit à nouveau en novembre 2007 et sort une année plus tard un album de Noël, The Dawn of Grace.

## Discographie
- The Fatherless & the Widow (1994)
- This Beautiful Mess (1995)
- Sixpence None the Richer (1997)
- Divine Discontent (2002)
- The Dawn of Grace (2008)
- Lost in Transition (2012)